# Леви, Борис
Борис Михайлович Леви — латвийский композитор, продюсер, поэт, актёр, исполнитель. Выступает в жанре Эстрадный шансон.

## Биография
Родился 21 мая 1961 года в Риге. Музыкой увлекся в школьные годы, играл на бас-гитаре в ансамбле Дома Пионеров. Затем создал школьный ансамбль, начал сочинять музыку и стихи. Играл на танцах, а, учась в 10-м классе, вместе с друзьями по группе сочинил и записал комическую рок-оперу «Летайте самолетами Аэрофлота», которая разошлась среди знакомых. К сожалению, запись этого произведения не сохранилась.
После службы в армии музыка отошла на второй план. Борис Леви издавал спортивные газеты, создал первые в Латвии спортивные интернет-порталы (sportsnews.lv, football.lv, futbols.lv), информацию из которых черпали новостные агентства многих стран мира. На счету Бориса сотни публикаций в спортивных изданиях Латвии и России (газета «Спорт-Экспресс»).
С 2004 по 2010 работал на латвийском ТВ 3 спортивным комментатором на чемпионатах мира по хоккею. Параллельно участвовал в концертах бардов и шансонье, где исполнял песни собственного сочинения.
4 марта 2009 года Борис Леви впервые выступил в Москве — в киноконцертном комплексе «Орион».
После неоднократных попыток записать свои песни (записи были домашнего качества), в течение полутора лет в студии был записан первый профессиональный альбом «Формула счастья».
Его презентация состоялась 21 мая 2009 года в Риге. Вскоре песни появились в интернете. Борис Леви собрал группу музыкантов и выступил с большой сольной программой 4 августа 2009 года в Юрмале — в концертном зале «Дзинтари».
28 февраля 2010 года выпустил ещё один альбом — «Дышите жизнью», концерт-презентация — в клубе «Кристалл». После этого последовали приглашения выступить в России и на Украине.
После успешных сольных концертов в Москве, Петербурге, Риге, Юрмале, Алматы, Харькове, Белгороде и других городах, весной 2011 года записывает очередной альбом — «Когда сбываются мечты». Концерты-презентации альбома прошли в апреле-мае в Петербурге, Москве, Риге и Хайфе.
В мае 2012 года в Москве прошёл концерт-презентация четвёртого CD Бориса Леви — «Ты — это Солнце».
Песни Бориса Леви звучат на латвийских, российских, украинских и белорусских радиостанциях. Большинство своих композиций и видеоклипы на них он выкладывает в интернете. Песни выделяются душевностью и мелодичностью.
Часть песен написаны на собственные тексты, а часть — на стихи других авторов. Кроме стихов, пишет рассказы и афоризмы.
В числе соавторов: София Егорова, Юлия Шевченко, Наталья Юркевич, Андрей Ахин, Петр Давыдов, Андрей Дементьев, Михаил Загот, Игорь Новиков, Альберт Нургалеев, Анатолий Сухомлинов, Вячеслав Юнанов.
С 2011 года по 2013 год Борис Леви пишет мюзикл «Дориан Грей». Стихотворное либретто по мотивам романа Оскара Уайльда «Портрет Дориана Грея» написал Михаил Загот. Премьера мюзикла (режиссёр — А. Герцбах) состоялась 6 октября 2013 года в Риге, в Московском культурно-деловом центре.

## Дискография
2009 — Формула счастья
2010 — Дышите жизнью
2011 — Когда сбываются мечты
2012 — Ты — это Солнце!